# Chetogena caridei
Chetogena caridei är en tvåvingeart som först beskrevs av Brethes 1918.  Chetogena caridei ingår i släktet Chetogena och familjen parasitflugor. Inga underarter finns listade i Catalogue of Life.